# 偽フレデガリウス年代記

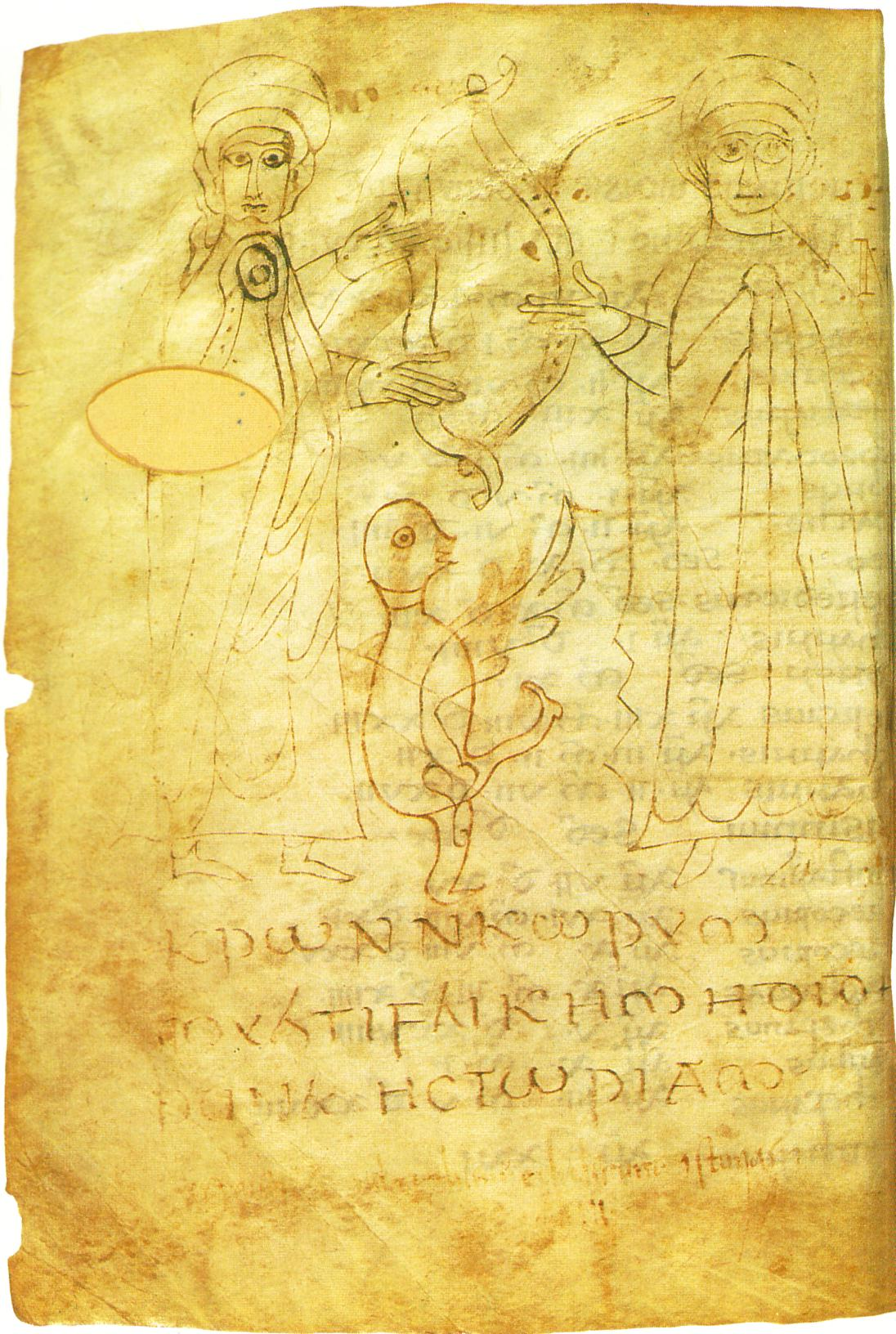
エウセビオスとヒエロニムスを描いたと信じられている、もっとも早期のペンで描かれた絵,715 AD

偽フレデガリウス年代記（にせフレデガリウスねんだいき）は七世紀のフランク人の年代記に伝統的につけられてきた題名で、恐らくブルグントで書かれた。著者は知られていないが、16世紀以来はフレデガリウスとされている。年代記は天地創造から開始し、642年で終わっている。一部658年までの事件もあり、いくつかの写本は642年に遡る年代記の要約版を含んでいるが、カロリング朝で追加された節を含んでおり、それは768年小ピピンの死で終わっている。『偽フレデガリウス年代記』とその続編は、トゥールのグレゴリウスが歴史十書Decem Libri Historiarumで筆を置いた591年以降の期間に関するメロヴィング朝情報を提供する数少ない史料のひとつである。

## 著作者について
現存している写本は、いずれも著者名が欠けている。"フレデガリウス"という名前 (現在のフランス語のFrédégaireに相当する)は、最初、1579年に歴史家のクロード・フォーシェの著作であるRecueil des antiquitez gauloises et françoises（古代のガリアとフランス）で使われた。この著作を誰が書いたかは論争を呼び、歴史家ウォレス・ハドリルは"フレデガール" が正しく、それは珍しい名前であるとすれば、フランク人のだからだとしている。この著作で使われている俗ラテン語は、年代記がガリアで書かれたことを示しており、これ以外は、この著作の起源についてはほとんど確かなことはわからない。結論としては、著作者について諸説が提示されている:
- 遅くとも1878年に、年代記はひとりの人物によって書かれたものであるとする見解が議論もなくして始まった。
- 1883年にブルーノ・クルシュ（ドイツ語版）は、モヌメンタ・ゲルマニアエ・ヒストリカの彼の担当部分で、年代記は3人の著作者達によって作られたものだと提起し、この見解は後にテオドール・モムゼン、ヴィルヘルム・レヴィゾン（英語版）、ウォレス・ハドリルらに受け入れられた。
- フェルディナンド・ロト（英語版）はクルシュの複数著作者説を批判し、この批判は1928年マルセル・バルドー(Marcel Bardot)とレオン・レヴィライン（フランス語版）らによっても支持された。
- 1934年にジグムント・ヘルマン（ドイツ語版）はクルシュ説の見直しを提案し、著者二人説を提起した[7]。
- 1963年 ウォルター・ゴッファルト（英語版）は、単独著作者説を再度唱え[8]、この見解は現在一般的に受け入れられている[9]。

フレデガリウスは、アヴァンシュ地方出身であったことから通常ブルグント人だったと考えられている。なぜならば、彼はこの地域の地方的な名称であるウィフリスブルク(Wifflisburg)を知っているためである。この推定は彼が多くのブルグント人の教会の年代記を見ることができたという事実によっても支持されている。彼は王宮文書も見ることができ、実際にランゴバルド人や西ゴート人、スラブ人の使節と会話することができた。彼のビザンツ帝国 に関する知見も、通常、ビザンツ支配下のイタリアに近接するブルグントの位置によっても説明づけられる。

## 写本
年代記は30以上の写本が存在する。クルシュとコリンズは5つのグループに分類している。オリジナル本は失われたが、715年に転写されたアンシャル体の写本が現存している。これはレケリウス（Lucerius）という名のブルグント人の僧侶によって転写されたもので、この写本は単独で第一群に分類されている。この写本は現在 フランス国立図書館にある (MS Latin 10910)。この写本はしばしば コーデックス・クラロモンタヌス（Codex Claromontanus）と呼ばれる。理由は、パリのルイ・ルグラン学院に所有されており、同学院は1563年の創設当時、クレルモン大学（Collège de Clermont）と呼ばれていたためである。1885年に校訂本がGabriel Monodによって出版された。コーデックス・クラロモンタヌスは1885年にクルシュにより出版された校訂版の底本ともなり、ウォレス・ハドリルによって1960年に抄訳が出ている。その他の多くも写本はアウストラシアで9世紀初かそれ以降に筆写された。
最初に印刷された版本、所謂 第一版は、バーゼルで1568年にマティアス・フラキウス・イリリクスによって出版され、彼はテキストとしてMS Heidelberg University Palat.Lat. 864を使用した。次の出版はテオドリック・カニシウスによりインゴルシュタットで1602年に出版されたAntiquae Lectionesである。

## 構成
クルシュによる校訂本において、年代記は4巻にわけられている。第三巻まではそれ以前の著作をもとにしており、天地創造から584年までを扱っている。第四巻は642年までと655年から660年の間に発生する事件の暗示となっている 序章において著者は書いている:
実際には、フレデガリウスは 彼が存在をしらなかった諸史料から引用し、彼が知っている史料のいくばくかは大幅に圧縮した。彼は、5人の主要史料に由来していないテキストを追加している。これら追加された節は"挿入"として扱われている。これら史料の多くは知られていない。いくつかの挿入部は年代記を通してフランク人のトロイア起源の伝説を織り込むことに利用された。
第一巻
第一巻の最初の24章はヒッポリュトスの著作に由来している無名者の著作Liber generationisに基づいている。 残りの部分は、ローマ皇帝やユダヤの諸王、ローマ教皇の一覧を含む多様な年代記の便覧を含み、642年のテオドルス１世の即位までが扱われている。この部分は、セビーリャのイシドールの年代記の第三章を含んでいる フランスの歴史家ガブリエル・モンドによれば、教皇一覧を含むフォリオの裏面には、恐らくエウセビオスとヒエロニムスの年代記が記載されていた。

第二巻
第二巻の最初の49章はエウセビオスの教会史のヒエロニムスによるラテン語訳から取り出された部分を含んでいる。テキストにはいくつかの挿入がある。残りの章は、ヒダティコスの教会史から取り出された内容を含んでいる。

第三巻
第三巻はトゥールのグレゴリウスの「歴史十書」の2-4巻からの抜粋といくつかの挿入を含んでいる。フレデガリウスの史料はグレゴリウスの最後の四章を欠いていたことを示していて、グレゴリウスからの引用部分は584年で終わっている。

第四巻
第四巻の90章はブルグント人の宮廷に関する諸事件を含んでいる。フレデガリウスは史料を明らかにしていないが、最初の方の章は恐らく地方の年代記を基にしている。24-39章は603から613年の間の諸事件の目撃者からの記述を含んでいる。36章は聖コルンバヌスの生涯の挿入である。当該部分は、ボッビオのヨナスによるVita Columbaniからの、ほとんど変更なしのコピーである。  この巻は642年で突然終了している。第四巻は他の中世史料にない情報を含んでいるため、歴史家によりほとんど研究し尽くされている。

## 続編
一群の写本（クルシュの分類の第四群)は、フレデガリウス年代記を踏襲していて、678年までのフランキアでの諸事件を描く章が追加されている。 これらの追加された章は続編とされている。クルシュは、彼の校訂本において、コーデックス・クラロモンタヌス（Codex Claromontanus）のテキストにこれらをつけ加えて、同じ写本からの2つに分かれた原本である、という誤ったイメージを作った。
第四群の写本は3巻に分けられる。最初の巻は4世紀頃のラテン人著述家クィントゥス(Quintus Julius Hilarianus)による著作Decursu temporumに基づく節とともに開始し、フレデガリウス年代記の第二巻の、フランク人のトロイア起源の拡張された記述に続くようになっている。 第二巻はトゥールのグレゴリウスの歴史の要約で、フレデガリウスの年代記の第三巻に対応している。第三巻と最後の巻はフレデガリウスの第四巻の90章分の内容を含み、それに続編が続く構成となっている。
続編は3つの部分に分けられる。最初の10章は『フランク史書』と、721年頃で終わっている匿名のネウストリア人年代記に基づいている。第二の部分（11章から33章）は751年までを扱っている。 カール・マルテルの弟のチルデブランド伯が年代記の筆者に指示したことを表すコロフォンがテキストに挿入されている。ウォレス・ハドリルのコロフォンの翻訳:
年代記は、その他の20章が768年までのフランキアにおける諸事件を扱っている。
中世研究家ロジャー・コリンズは、第四群のテキストはコーデックス・クラロモンタヌス（Codex Claromontanus）のフレデガリウス年代記とは非常に異なっていて、最早別の著作であると考えるべきだ、と論じている。彼は新しい題名として、Historia vel Gesta Francorum（フランク王国の歴史と業績）を提案している。それは上述のコロフォンが示す通りである。彼は、一人の著者が751年までの記述の責任を負っていて、恐らく別の著述家が追加の章を書いたのだ、との考えを提出している。